# Делай деньги
«Делай деньги» (англ. Making Money) — фэнтези английского писателя Терри Пратчетта. Впервые на русском языке было издано издательством «Эксмо» в сентябре 2016 года.
Тридцать шестая книга цикла «Плоский мир», вторая книга из цикла о Мойсте фон Липвиге.
В 2008 году роман получил премию журнала «Локус» как лучший роман в жанре фэнтези.

## Сюжет
Это вторая книга о Мойсте фон Липвиге — мошеннике, приговорённом к смерти и помилованном лордом Витинари в первой книге серии, с условием, что тот займётся возрождением почтовой службы Анк-Морпорка.
После того как Мойст фон Липвиг добился успеха на почтовом поприще, лорд Витинари предложил ему заняться обновлением банковской системы. Первоначально Мойст отказался, мотивируя свой отказ тем, что он нужен Почтамту. Тем не менее Витинари посоветовал Мойсту навестить председателя банка миссис Тарви, а потом уже принимать решение. Богатый жизненный опыт миссис Тарви позволил ей распознать в Мойсте мошенника и плута, но она была очарована его способностями. Вскоре после визита Мойста миссис Тарви скончалась, оставив завещание, в котором она передала принадлежащие ей акции банка своей собаке — мистеру Фасспоту (Господину Бурявстакане), а саму собаку поручила заботам Мойста фон Липвига. На случай, если тот откажется присматривать за собакой (и, соответственно, банком), она сделала заказ в Гильдию Убийц на его убийство за 100 тысяч долларов. Мойсту пришлось взять бразды правления банком в свои руки, что как раз настоятельно предлагал ему Витинари.
В банке Мойст встретился с главным кассиром мистером Бентом и людьми, занимающимися чеканкой монет. Он также знакомится с загадочным устройством под названием «Хлюпер», которое моделирует циркуляцию денежных масс в городе (описанное устройство имеет реальные прототипы MONIAC и гидравлический интегратор). И самое главное, он сталкивается с братом и сестрой Лавиш — пасынком и падчерицей миссис Тарви. Брат и сестра не собираются упускать богатство из рук и готовы на все, чтобы убрать Мойста со своего пути. Но никакого богатства уже не осталось — банковое хранилище оказалось пустым. Кто растратил деньги: семья Лавишей или что-то произошло, когда вся вода из ёмкости «банк» в «Хлюпере» вытекла — неизвестно, но Мойст оказывается под подозрением городской стражи.
В это время в город приходит сообщение от невесты Мойста фон Липвига, Адоры Белль Диархарт, что она нашла несколько сотен древних големов, которые уже идут в Анк-Морпорк. Мойсту приходит в голову блестящая идея — заменить медные, серебряные и «золотистые» монеты бумажными деньгами, под обеспечение големами, которых нашла Адора Белль Диархарт. Големы приходят, население возвращает свои вклады в банк, а с Мойста снимаются все подозрения. И конечно же, его соперники — брат и сестра Лавиши — оказываются посрамлены.

## Главные персонажи
- Мойст фон Липвиг
- Мистер Бент
- Космо Лавиш
- Миссис Тарви
- Адора Белла Диерхарт
- Лорд Витинари